# Міста-герої України (серія монет)
Міста-герої України — серія ювілейних та пам'ятних монет, започаткована Національним банком України у 1995 році.
|                           |  |  |
| Монета - Місто-герой Київ |  |  |

## Монети в серії
У серію включені такі монети:
- Ювілейна монета «Місто-герой Київ»
- Ювілейна монета «Місто-герой Одеса»
- Ювілейна монета «Місто-герой Севастополь»
- Ювілейна монета «Місто-герой Керч»